# 廖彥龍
廖彥龍（英文 Adson，1993年1月24日—）為伊林娛樂旗下的台灣藝人，曾參與偶像養成類真人秀節目《下一站大明星》。

## 演出作品

### 戲劇演出
| 首播日期 | 播出頻道            | 劇名                   | 角色          |
| -------- | ------------------- | ---------------------- | ------------- |
| 2016年   | 東森                | 《噪咖短片》           |               |
| 2016年   | 腾讯视频            | 《電競技元》           |               |
| 2016年   | 東森                | 《原來一家人》         |               |
| 2017年   | 腾讯视频            | 《花落宮廷錯流年》     | 胤 礽         |
| 2019年   | 腾讯视频            | 《怒海潛沙&秦嶺神樹》  | 解子揚 (老癢) |
| 2019年   | 腾讯视频            | 《明月照我心》         | 第五澄        |
| 2020年   | 腾讯视频            | 《致我们甜甜的小美满》 | 陈羽          |
| 2020年   |                     | 《倾世锦鳞谷雨来》     | 宁修仁        |
| 2022年   | 公視、MyVideo、台視 | 《茁劇場－綠島金魂》   | 黑道小弟粉圓  |

### 節目經歷
| 播出頻道   | 節目名稱         |
| TVBS       | 《女人我最大》   |
| YahooTV    | 《姊妹愛漂亮》   |
| 緯來綜合台 | 《來自星星的事》 |
| 中視       | 《最強大國民》   |
| 八大綜合台 | 《美味搜查線》   |
| 東森綜合台 | 《綜藝大熱門》   |
| 華視       | 《名模出任務》   |
| 中天娛樂台 | 《小燕之夜》     |
| 中天綜合台 | 《小明星大跟班》 |
| 中天綜合台 | 《大學生了沒》   |

## MV
| 年份 | 歌手   | 歌曲             |
| ---- | ------ | ---------------- |
| 2015 | 利菁   | 愛你阿           |
| 2015 | 鄧紫棋 | 你不是真正的快樂 |

## 廣告拍攝
- 肯德基
- 權證會微電影廣告
- EDWIN牛仔褲
- BenQ網路影片
- 長榮網路影片
- 大陸真空烤雞翅

## 展場活動
- UNDEAD服裝秀
- 客委會設計競賽秀
- 商發院設計師動態秀
- 觀光局潮牌服裝秀
- 誠品Fashion Show
- TIS-新人獎
- TIS-徐秋宜
- Uniqulo
- HAZZYS
- DAKS 120周年
- 東裝
- MERRELL
- 美國棉
- GU
- 陳俊良
- A9 - Arnold palmer
- 忠孝sogo-9樓-YVONNE+etre
- 忠孝SOGO 3樓-DLEET
- 中友-牛仔秀
- UNIQLO、TIS - 嘉裕+莊承華
- 嘉裕
- OLIVO

## 相關報導
- 廖彥龍曝春日時尚大片 百搭隨性活力十足 （页面存档备份，存于）

- 廖彥龍耍帥 悶騷穿搭 （页面存档备份，存于）

- 伊林廖彥龍、鄭奇光情人節出招 吳承璟廚房煲愛征服女友 （页面存档备份，存于）

- 長相老成內心嫩 黃旭、廖彥龍想拚電影咖 （页面存档备份，存于）

- 雅痞男 廖彥龍 運動增女人緣 （页面存档备份，存于）

## 外部連結
- 廖彥龍的Facebook專頁
- 廖彥龍Adson的新浪微博